# Il reste du jambon?
Il reste du jambon? (en inglés: Bacon on the Side) es una película francesa de comedia romántica lanzada en 2010. Escrita y dirigida por Anne Depétrini, la película está protagonizada por Ramzy Bedia y Anne Marivin como Djalil Boudaoud y Justine Lacroix, cirujana y periodista de televisión que entablan una relación romántica a pesar de las objeciones de sus familias a la brecha cultural.

## Cast
- Ramzy Bedia: Djalil Boudaoud
- Anne Marivin: Justine Lacroix
- Marie-France Pisier: Nicole Lacroix
- Mohamed Fellag: Mahmoud Boudaoud
- Biyouna: Houria Boudaoud
- Jean-Luc Bideau: Charles Lacroix
- Géraldine Nakache: Sophie
- Leïla Bekhti: Anissa Boudaoud
- Arnaud Henriet: Mathieu
- Alex Lutz: Benoît Dubreuil
- Éric Judor: The vigil
- Frédéric Chau: Sophie's boyfriend
- Franck Gastambide, Medi Sadoun & Jib Pocthier: The 3 Swiss

## Alrededor de la película
Depétrini, la esposa de la vida real de Bedia en ese momento, escribió la película como una ficción de su propia relación.
La película ganó el Premio del Público Radio-Canadá en el festival de cine 2011 Cinéfranco.